# البحرة (عفيف)
البحرة، هي قرية من فئة (ب) تقع في محافظة عفيف، والتابعة لمنطقة الرياض في السعودية. وتبعد البحرة عن محافظة عفيف بمسافة تقارب () كم.